# Deutsche Fechtmeisterschaften 1926
Bei den Deutschen Fechtmeisterschaften 1926 wurden Wettbewerbe im Herrenflorett, Herrendegen und Herrensäbel ausgetragen, bei den Damen gab es erstmals neben dem Wettbewerb im Florett einen weiteren mit dem Degen. Seit 1926 wurden vereinzelt Damendegenturniere ausgetragen, teilweise fochten die Damen auch bei den Herren mit, da weibliche Gegner im Vergleich zum Damenflorett relativ selten waren. Nach 1927 nahm die Zahl der Degenturniere für Frauen wieder ab.
Die Einzelmeisterschaften fanden in Erfurt statt, die Mannschaftsmeisterschaften vom 27. bis 29. August in Frankfurt am Main. Die Meisterschaften wurden vom Deutschen Fechter-Bund organisiert. Im Gegensatz zum Vorjahr führte der Deutsche Turner-Bund keine eigenen Meisterschaften durch, sondern beteiligte sich an den Einzelmeisterschaften in Erfurt.

## Herren

### Florett (Einzel)
| Platz | Sportler       | Verein              |
| ----- | -------------- | ------------------- |
| 1     | Erwin Casmir   | Hermannia Frankfurt |
| 2     | Hans Thomson   | Fechtclub Offenbach |
| 3     | Julius Thomson | Fechtclub Offenbach |

### Florett (Mannschaft)
| Platz | Verein              | Sportler                                         |
| ----- | ------------------- | ------------------------------------------------ |
| 1     | Hermannia Frankfurt | Erwin Casmir Heinrich Moos Emil Schön Fritz Jack |
| 2     | DFC Hannover        | Lock Krause Schinn Schrader                      |
| 3     | Fechtklub Darmstadt |                                                  |

### Degen (Einzel)
| Platz | Sportler      | Verein              |
| ----- | ------------- | ------------------- |
| 1     | Erwin Casmir  | Hermannia Frankfurt |
| 2     | Heinrich Moos | Hermannia Frankfurt |
| 3     | Fritz Jack    | Hermannia Frankfurt |

### Degen (Mannschaft)
| Platz | Verein              | Sportler                                         |
| ----- | ------------------- | ------------------------------------------------ |
| 1     | Hermannia Frankfurt | Erwin Casmir Fritz Jack Heinrich Moos Emil Schön |
| 2     | Fechtclub Offenbach | Hans Thomson Hans Halberstadt Hensel Georg Stöhr |
| 3     | DFC Hannover        | Lock Krause Schinn Schrader                      |

### Säbel (Einzel)
| Platz | Sportler      | Verein              |
| ----- | ------------- | ------------------- |
| 1     | Erwin Casmir  | Hermannia Frankfurt |
| 2     | Hans Thomson  | Fechtclub Offenbach |
| 3     | Heinrich Moos | Hermannia Frankfurt |

### Säbel (Mannschaft)
| Platz | Verein              | Sportler                                         |
| ----- | ------------------- | ------------------------------------------------ |
| 1     | Hermannia Frankfurt | Erwin Casmir Emil Schön Heinrich Moos Fritz Jack |
| 2     | Fechtclub Offenbach | Hans Thomson Hans Halberstadt Hensel Georg Stöhr |
| 3     | DFC Hannover        | Lock Krause Schinn Schrader                      |

## Damen

### Florett (Einzel)
| Platz | Sportler        | Verein              |
| ----- | --------------- | ------------------- |
| 1     | Helene Mayer    | Fechtclub Offenbach |
| 2     | Liesel Hartmann | Fechtclub Offenbach |
| 3     | Degenkolbe      | Dresdner Fecht-Club |

### Degen (Einzel)
| Platz | Sportler        | Verein              |
| ----- | --------------- | ------------------- |
| 1     | Liesel Hartmann | Fechtclub Offenbach |
| 2     | Helene Mayer    | Fechtclub Offenbach |
| 3     |                 |                     |